# HV-teknik
HV-tekniken är en vävteknik med plockat mönsterinslag. Dess namn kommer ur förkortningen av Handarbetets vänner som introducerade tekniken runt sekelskiftet 1900 som ett alternativ till gobelängvävnader.
Tekniken används mest till draperier och gardiner, men även väggbonader.
Vanligast är att man utför tekniken i en gles, nästan genomskinlig, bottenväv, eftersom inplocket införs mellan bottenbindningens inslag.